# Norbert Haase (Fußballspieler)
Norbert Haase (* 25. Oktober 1955) ist ein ehemaliger deutscher Fußballspieler, der in den 1970er Jahren für die BSG Chemie Leipzig in der DDR-Oberliga, der höchsten Liga im DDR-Fußball, spielte.

## Sportliche Laufbahn
Zu Beginn der Saison 1975/76 wechselte Norbert Haase im Alter von 19 Jahren von der drittklassigen Betriebssportgemeinschaft (BSG) Motor Grimma zum Oberliga-Aufsteiger BSG Chemie Leipzig. Im veröffentlichten Oberliga-Aufgebot war er als Stürmer angegeben, wurde aber zunächst in der Bezirksligamannschaft Chemie Leipzig II eingesetzt. Dort bestritt er in der Hinrunde fünf Punktspiele im Angriff und kam beim 3:1-Auswärtssieg bei der HSG DHfK Leipzig zu zwei Toren. Als in der Rückrunde in der 1. Mannschaft der Standardstürmer Bernd Röpcke ausfiel, gab Trainer Karl Schäffner Haase die Chance, sich in der Oberliga zu bewähren. Dieser bestritt alle sechs Punktspiele bis zum Saisonende und stand dabei viermal in der Startelf. Zu einem Torerfolg kam er nicht.
Die BSG Chemie musste nach einem Jahr Oberliga wieder in die DDR-Liga absteigen. In der Saison 1976/77 gehörte Haase nicht zur Stamm-Mannschaft, er kam nur in acht Ligaspielen zum Einsatz. In seinen fünf Startelfspielen wurde er nun als Verteidiger aufgeboten. Dementsprechend kam er wieder zu keinen Toren. Seine Mannschaft wurde Staffelsieger und qualifizierte sich damit für die Oberliga-Aufstiegsrunde. In den acht Spielen verpassten die Chemiker den Wiederaufstieg. Haase kam in fünf der acht Begegnungen zum Einsatz. In seinem zweiten DDR-Liga-Jahr gelang Haase 1977/78 der Durchbruch zum Stammspieler. Trainer Schäffner bot ihn nun regelmäßig in der Verteidigung auf, sodass Haase bis zum 18. Spieltag auf 16 Einsätze kam, in denen er jedoch erneut torlos blieb. Im Mai 1978 wurde Haase für 18 Monate zum Wehrdienst in der Nationalen Volksarmee eingezogen.
Im November 1979 kehrte Haase wieder zur BSG Chemie Leipzig zurück, die inzwischen den Aufstieg in die Oberliga geschafft hatte. Auch unter dem neuen Trainer Dieter Sommer wurde Haase wieder als Abwehrspieler eingesetzt und kam bis zum Saisonende auf zehn Oberligaspiele. Seine Mannschaft erwies sich erneut nicht als oberligatauglich und spielte 1980/81 wieder in der DDR-Liga. Zunächst bestritt Haase die vier ersten Punktspiele, danach kam er in der Hinrunde nur noch dreimal als Einwechselspieler zum Zuge.
Zu Beginn des Jahres 1981 beendete Haase sein Engagement bei Chemie Leipzig und kehrte zur BSG Motor Grimma zurück, die inzwischen in die vierte Liga Bezirksklasse abgestiegen war. Mit Hilfe von Norbert Haase stieg die Mannschaft sofort in die Bezirksliga auf. 1984 gelang Motor Grimma mit Haase der Aufstieg in die DDR-Liga. In der folgenden DDR-Liga-Spielzeit 1984/85 bestritt Norbert Haase seine letzte Saison im höherklassigen Fußball. In der Hinrunde wurde er von Trainer Rainer Lisiewicz noch in sieben DDR-Ligaspielen eingesetzt, mal im Mittelfeld, mal im Angriff. Haase blieb danach weiter bei Motor Grimma, wo er im Trainerstab tätig wurde.